# W34
Pour les articles homonymes, voir W34 (homonymie).
La W34 était une ogive thermonucléaire américaine développée et déployée pendant les années 1960. Elle a été montée dans différentes armes : la bombe nucléaire souterraine Mark 101 Lulu, la torpille Mark 45 ASTOR et la bombe nucléaire Mark 105 Hotpoint.

## Description
Le diamètre de la W34 était de 17 pouces et mesurait 34 pouces de long. Elle pesait entre 311 et 320 livres selon le modèle. Sa puissance était de 11 kilotonnes.
Le Mk 101 Lulu a été fabriquée à partir de 1958 et retirée du service en 1971. 2 000 unités ont été fabriquées. La Mark 45 ASTOR a été fabriquée à partir de 1958 et retirée du service en 1976. 600 unités ont été produites. La Mark 105 Hotpoint, fabriquée de 1958 jusqu'en 1965, a été déployée 600 fois.
Selon certaines sources, la conception de la W34 serait identique à la B28.  Elle ferait donc partie des bombes dites primaire Python. Ses dimensions et son poids sont semblables à la W40, qui est probablement une bombe de type primaire Python.